# GOLFZON Japan
GOLFZON Japan株式会社（ゴルフゾン ジャパン）は、東京都新宿区に本社を置く、ゴルフシミュレーターのGOLFZONシリーズの日本での販売を行う企業。
事業の主要な部分はゴルフシミュレーターの販売。他に、オンラインサービス事業や、直営店ドライビングレンジ日比谷、ドライビングレンジ東新宿の運営を行っている。

## 概要
当時シミュレーションゴルフ「GOLFZON」の日本総販売代理店として業務を推進してきたランダム・ゴルフゾン事業部が、日本国内での事業発展と業務拡大の強化を目的として、GOLFZON Ltd.（韓国）との合弁出資により2009年5月8日に設立された。
ラウンド用ゴルフシミュレーターのGOLFZON VISION、GOLFZON Real（販売終了）と、練習用ゴルフシミュレーターのGOLFZON DRIVING RANGE、GOLFZON Trainingを販売している。インドアゴルフやフィットネス、ゴルフバーなどの全国約600施設に約1,300台を導入している。また、オンラインサービス「GOLFZON LIVE」を提供しており、公式サイトで会員登録を行うと、無料でラウンドデータやショットの飛距離、スイング動画を保存・確認することができる。これに関連して、「GOLFZON LIVE FESTIVAL」（GLF）というオンライン大会を開催している。
また、2017年よりシミュレーションゴルフの女子プロによるトーナメント大会「WGTOUR Japan」を開催している。

## 沿革
- 2005年2月 - 日本初のゴルフシミュレーター「GOLFZON N」モデルを発表
- 2009年5月 - GOLFZON Japan 株式会社設立
- 2010年2月 - オンラインサービス「GOLFZON LIVE」スタート
- 2010年4月 - 直営店第一号「GOLFZON PARK 江坂店」を大阪府吹田市にオープン
- 2010年10月 - ゴルフシミュレーター「GOLFZON Training」モデルを発表
- 2012年10月 - 打ち放題インドアゴルフ練習場「ドライビングレンジ 日比谷」を東京都千代田区にオープン
- 2013年2月 - ゴルフシミュレーター「GOLFZON VISION」「GOLFZON Real」モデルを発表
- 2013年7月 - スイング解析機「SWING MAKER」を発表
- 2014年12月 - 日本において600台300施設を達成
- 2017年12月 - シミュレーションゴルフによる女子プロトーナメント大会「WGTOUR Japan 2017」をドライビングレンジ日比谷で開催
- 2018年12月 - 「WGTOUR Japan 2018」を開催
- 2019年4月 - 打ち放題インドアゴルフ練習場「ドライビングレンジ東新宿」を東京都新宿区にオープン
- 2019年12月 - 「WGTOUR Japan 2019」をドライビングレンジ東新宿で開催予定